# Thomas Wedge
Thomas Grenfell Wedge (ur. 15 sierpnia 1881 w St Ives, zm. 11 grudnia 1964 w Penzance) – brytyjski rugbysta grający na pozycji łącznika młyna, olimpijczyk, zdobywca srebrnego medalu w turnieju rugby union na Letnich Igrzyskach Olimpijskich 1908 w Londynie.

## Kariera sportowa
W trakcie kariery sportowej związany był z klubem St Ives Rugby Club, a także został wybrany do drużyny hrabstwa, w której rozegrał dwadzieścia siedem spotkań.
W 1908 roku z zespołem Kornwalii – ówczesnym mistrzem angielskich hrabstw wytypowanym przez Rugby Football Union na przedstawiciela Wielkiej Brytanii – zagrał w turnieju rugby union na Letnich Igrzyskach Olimpijskich 1908. W rozegranym 26 października 1908 roku na White City Stadium spotkaniu Brytyjczycy ulegli Australijczykom 3–32. Jako że był to jedyny mecz rozegrany podczas tych zawodów, oznaczało to zdobycie przez Brytyjczyków srebrnego medalu.
Był jednym z trzech zawodników tej drużyny, który wcześniej uczestniczył w rozgrywkach międzynarodowych. W reprezentacji Anglii w latach 1907–1909 rozegrał 2 spotkania nie zdobywając punktów.

## Varia
- Pracował jako rybak[1][10].
- Służył w straży przybrzeżnej podczas II wojny światowej[1].
- Medal olimpijski wręczony drużynie z Kornwalii drogą losowania znalazł się w jego posiadaniu[1][10].